# Miniaturismo

Miniaturismo é a técnica de projetar e construir em escala reduzida os mais diversos objetos, veículos, máquinas etc., que podem ser feitos de grande diversidade de materiais, incluindo plásticos, metais, madeira e isopor. Seu uso pode ser profissional ou apenas como passatempo (hobby). Um bom exemplo são as maquetes.

## Modelismo

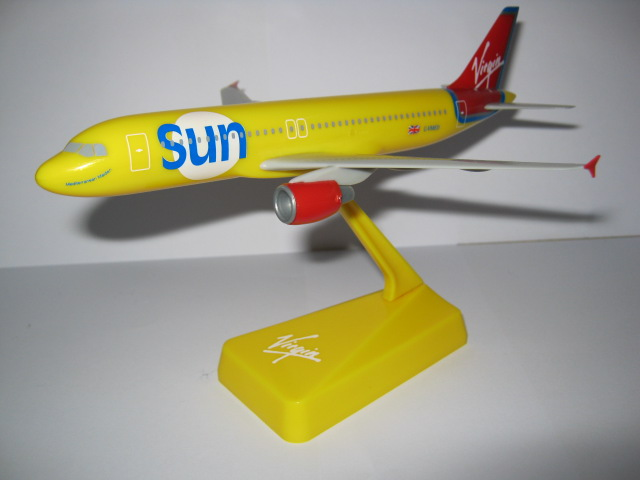
Miniatura de um Airbus A320.

Modelismo é a recriação em miniatura de modelos de carros, navios, aviões, helicópteros, comboios, etc., que pode se destinar a atividades profissionais, mas, de um modo geral tem caráter recreativo.
Entre eles podem se destacar as seguintes categorias:
- Aeromodelismo
- Automodelismo
- Ferromodelismo
- Helimodelismo
- Missilmodelismo
- Nautimodelismo
- Plastimodelismo

## Casa de bonecas

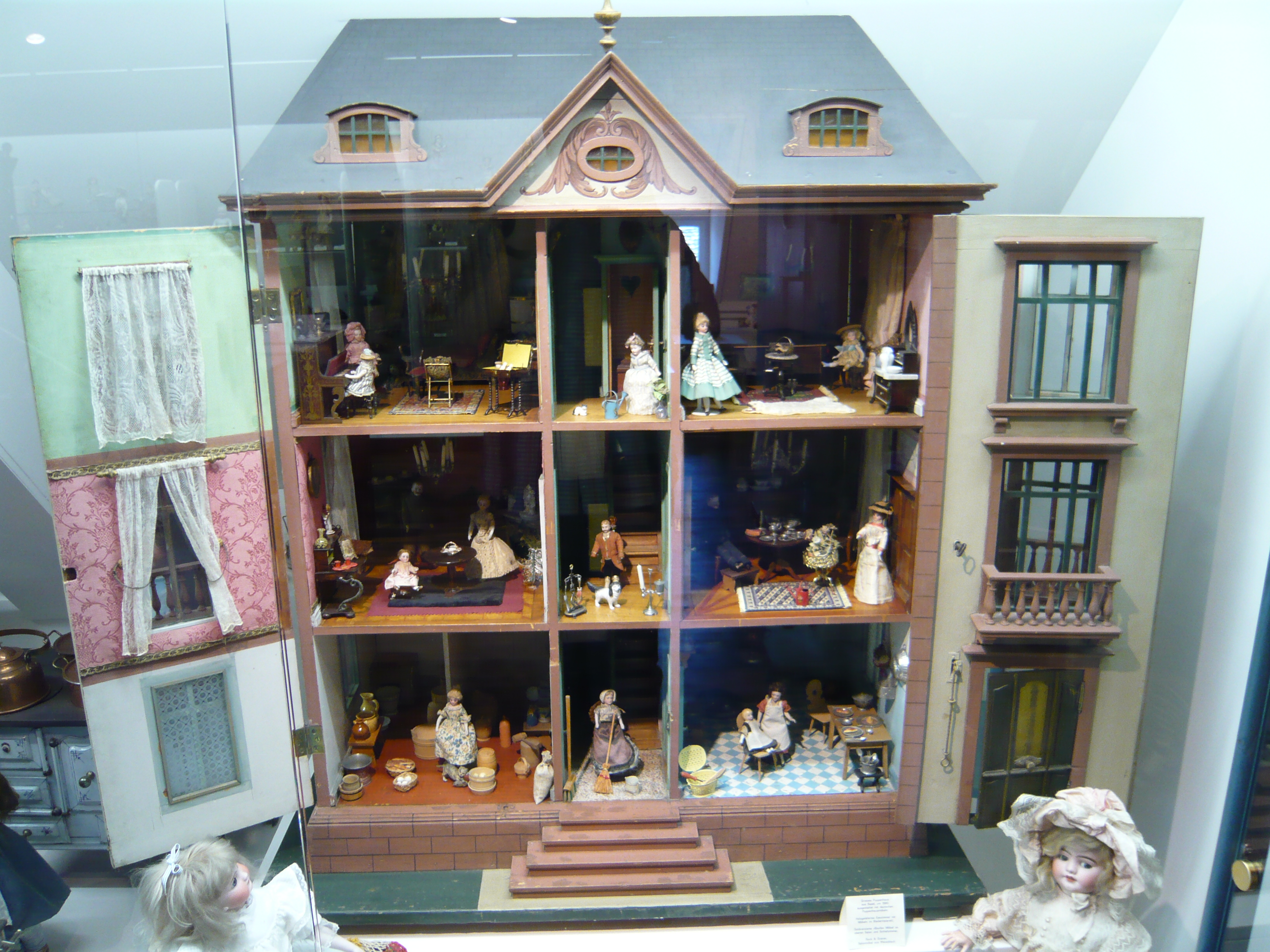
Uma casa de bonecas.

A primeira casa de bonecas de que se tem notícias é datada de 1558, quando o Duque da Baviera, Albrecht V, mandou construir uma casa em miniatura para presentear sua filha, porém devido a riqueza do detalhamento e realismo da obra, o próprio Duque acabou por incluir a casa em sua coleção de obras de arte. Esta casa foi destruida em um grande incêndio no ano de 1674 no palácio do Duque.
A casa de bonecas mais famosa do mundo é a Queen Mary's; esta casa foi projetada por Sir Edwin Lutyens, em 1924, e o seu paisagismo feito por Gertrude Jekyll. A casa foi construída na escala 1:12, é completa e funcional, tendo funcionando a parte hidráulica e elétrica, bem como dois elevadores. Esta casa continua intacta e pode ser vista no castelo de Windsor na Inglaterra.